# La Peredilla
La Peredilla es una localidad del municipio cántabro de San Pedro del Romeral, en España. En el año 2024 tenía una población de 19 habitantes. Se encuentra a 750 m s. n. m. Dista un kilómetro y medio de la capital municipal.